# Maria Amélia do Rosário Santoro Franco
Maria Amélia do Rosário Santoro Franco (Campinas, 2 de novembro de 1946) é uma pedagoga, professora e pesquisadora brasileira. Atualmente, é professora titular da Universidade Católica de Santos (UNISANTOS) e líder do grupo de pesquisa “Pedagogia Crítica: práticas e formação” na mesma instituição.
Maria Amélia Santoro Franco é referência nos campos da Pedagogia e da pesquisa educacional no Brasil, sendo defensora da constituição epistemológica da pedagogia como ciência da Educação. Além disso, seus trabalhos de destaque também envolvem a idealização e o desenvolvimento da pesquisa-ação pedagógica, bem como a difusão da Pedagogia Crítica como perspectiva educacional.

## Biografia
Maria Amélia Santoro Franco nasceu em Campinas, no dia 2 de novembro de 1946. Em 1968, concluiu graduação em Pedagogia na Pontíficia Universidade Católica de Campinas (PUC-Campinas) e especializou-se em Administração Escolar na mesma instituição. Em seguida,
- Em 1979, concluiu pós-graduação em Psicologia da Educação na Pontifícia Universidade Católica de São Paulo (PUC-SP).
- No ano de 1996, concluiu seu mestrado em Educação na Pontifícia Universidade Católica de São Paulo (PUC-SP).
- E, em 2001, terminou o doutoramento em Educação na Faculdade de Educação da Universidade de São Paulo (USP), sob orientação de Selma Garrido Pimenta.
- Nos anos 2010, realizou pós-doutoramento em Educação na Universidade de Paris-VIII e na Universidade Federal de Sergipe (UFS), tendo sido supervisionada por Bernard Charlot.

Ao longo de sua carreira Maria Amélia foi diretora escolar no Estado de São Paulo, além de possuir rica trajetória na docência universitária, tendo orientado dezenas de mestres e doutores.
Atualmente, Maria Amélia Santoro Franco é uma das pesquisadoras mais citadas na América Latina, em especial nos campos da Educação e da Pedagogia. Além disso, tem realizado palestras e conferências que discutem a relevância e a atualidade da Pedagogia Crítica lastreada na obra de Paulo Freire e que defendem a Pedagogia como ciência, curso e campo profissional.

## Premiações
- Latin America Top 10000 Scientist pelo AD Scientific Index (2021)
- Homenagem pelos 20 anos de criação da UATU - Universidade Aberta do Tempo Útil (Universidade Mackenzie) (2020)
- Diretora Padrão do Estado de São Paulo, Delegacia Regional de Ensino (1995)
- Diretora Padrão do Estado de São Paulo, Delegacia Regional de Ensino (1994)
- Diretora Padrão do Estado de São Paulo, Delegacia Regional de Ensino (1993)
- Diretora Padrão do Estado de São Paulo, Delegacia Regional de Ensino (1992)

## Principais Obras
- Pedagogia como ciência da educação – Campinas: Papirus. 2003. ISBN 978-85-3080-707-8, ISBN 85-3080-707-3.
- Questões de método na construção da pesquisa em Educação – São Paulo: Cortez. 2008. Coautoria com Evandro Ghedin. ISBN 978-85-2491-395-2, ISBN 85-2491-395-9.
- Pedagogia e prática docente – São Paulo: Cortez. 2012. ISBN 978-85-2491-938-1, ISBN 85-2491-938-8.
- Pesquisa em Educação - Volume 1 - São Paulo: Loyola. Organizado com Selma Garrido Pimenta. ISBN 978-85-1503-518-2
- Pesquisa em Educação - Volume 2 - São Paulo: Loyola. Organizado com Selma Garrido Pimenta. ISBN 978-85-1503-519-9
- Pesquisa em Educação - Volume 3 - São Paulo: Loyola. Organizado com Selma Garrido Pimenta e Evandro Ghedin. ISBN 978-85-1503-405-5
- Pesquisa em Educação - Volume 4 - São Paulo: Loyola. Organizado com Selma Garrido Pimenta. ISBN 978-85-1504-532-7